# نصي
النصي أو إستيباغروستيس (الاسم العلمي Stipagrostis)، هو جنس من النباتات الأفريقية والآسيوية والروسية من فصيلة النجيلية.
الأنواع: